# Dinamo
Dinamo (ryska: Динамо) är en tunnelbanestation på Zamoskvoretskajalinjen i Moskvas tunnelbana. Stationen ligger vid Dynamostadion, som givit namn åt stationen, under Leningradskij Prospekt.
Stationen är en trevalvs pylonstation, dekorerad med basreliefer med sporttema.
2017 ska Dinamo enligt planerna bli en bytesstation där man ska kunna byta till Petrovskij park på Andra ringlinjen.